# Crataegus uniflora
Crataegus uniflora là loài thực vật có hoa trong họ Hoa hồng. Loài này được Münchh. mô tả khoa học đầu tiên năm 1770.